# Alfred Mansfeld (Ethnologe)
Alfred Mansfeld (* 14. März 1870 in Tetschen, Böhmen; † 3. Februar 1932 in Graz) war ein österreichisch-böhmischer Sanitätsoffizier, Forschungsreisender, Kolonialbeamter und ethnologischer Sammler.

## Lebensweg
Mansfeld studierte zunächst Medizin und war als Sanitätsoffizier bei den Streitkräften Österreich-Ungarns tätig. Er nahm seinen Abschied und unternahm in der Folge vielfältige Reisen. 1896 reiste er zu Studienzwecken nach Marokko, Kongo und Südwestafrika. 1898/1900 war er mit dem Berliner Anthropologen und Ethnologen Paul Ehrenreich und dem Ethnologen Karl von den Steinen Mitglied der Xingu-Expedition in Zentralbrasilien und nahm im Anschluss 1900/01 an der China-Expedition teil.
1904 trat er im Auftrag der deutschen Kolonialverwaltung als Stabsarzt eine Stelle als Bezirksamtmann des Ossidinge-Bezirkes in Kamerun an. Es gelang ihm, trotz vorheriger Aufstände und deren blutige Niederschlagung in einem feindseligen Klima in kurzer Zeit ein System von Vertrauen und Stabilität in der Region zu etablieren, das offenbar unter dem Schlagwort „System Mansfeld“ zumindest temporär einige Bedeutung erlangte. Speziell mit den Ekoi suchte er den Ausgleich, wurde sogar Mitglied ihrer Geheimgesellschaft „ewi-ngbe“ und versuchte, sie an den administrativen Tätigkeiten zu beteiligen.
Mansfeld blieb bis 1915 Leiter der Station, die 1909 nach Mamfe verlegt worden war. Bei den Einheimischen war er unter dem Namen „Dr. Mamfe“ oder „Dr. Mamfred“ bekannt. Er engagierte sich auch umfangreich an der Sammlung ethnologischer Artefakte, so etwa bei Gegenständen der Ekoi-Kultur und ihrer benachbarten Gruppen, dies allerdings zunächst wahllos und unstrukturiert. 1904 schickte ihm Felix von Luschan eine Anleitung zum ethnologischen Sammeln. Eine seiner in der Folge angelegten umfangreichen und gut dokumentierten Sammlungen gelangte durch Ankauf des Kunstmäzens Ernst F. Gütschow ins Museum für Völkerkunde Dresden. Auch nach Berlin, Sankt Petersburg (via Berlin) und Stuttgart vermittelte er ethnologische und anthropologische Sammlungen. Allein 1908 schickte er 500 Ethografica und 300 Zoologica nach Deutschland.
Sein schriftliches Werk umfasst seine beiden Werke Urwald-Dokumente – Vier Jahre unter den Crossflussnegern Kameruns (1908) und Westafrika. Aus Urwald und Steppe zwischen Crossfluss und Benue (1928) in denen er seine vor Ort gemachten Erfahrungen beschreibt. Speziell über die Kultur der Ekoi lieferte er, neben P. Amaury Talbot, als einer der ersten eine ausführliche Studie über deren Lebenswelt.
Nach dem Ersten Weltkrieg arbeitete Mansfeld im Reichskolonialministerium, wo er die Auskunftsstelle für Auswanderer leitete. 1930 kehrte er als Beauftragter für eine internationale Gesellschaft nach Mamfe in Kamerun zurück. Kurze Zeit darauf starb er in Graz.